# 1927 في النمسا
فيما يلي قوائم الأحداث التي وقعت خلال عام 1927 في النمسا.

## سياسة

### تعيين في المنصب
- 18 مايو – كورت شوشنيغ عضو المجلس الوطني للنمسا.

## كتب
من الكتب التي صدرت هذه السنة في النمسا:
- 1 يناير – مستقبل الوهم من تأليف سيغموند فرويد.

## مواليد

### مارس
- 27 مارس – كارل شتوتس لاعب كرة قدم نمساوي.

### أبريل
- 7 أبريل – جورج شميدت لاعب كرة قدم نمساوي.

### مايو
- 1 مايو – فالتر زيمان لاعب كرة قدم نمساوي.

### أغسطس
- 6 أغسطس – تيودور فاغنر لاعب كرة قدم نمساوي.

### ديسمبر
- 5 ديسمبر – إيريك بروبست لاعب كرة قدم نمساوي.

## وفيات

### يناير
- 30 يناير – رودولف كونيغ (مواليد 1865)